# Giuseppe/Tu sei l'amore
Giuseppe/Tu sei l'amore è un singolo discografico pubblicato da Charlie nel 1991 ed estratto dall'album Charlie Goes to Holiday. Nel brano Giuseppe partecipò come corista Stefano Belisari.

## Tracce
- Giuseppe - 4:26
- Tu sei l'amore - 3:13